# Jorge González Camarena

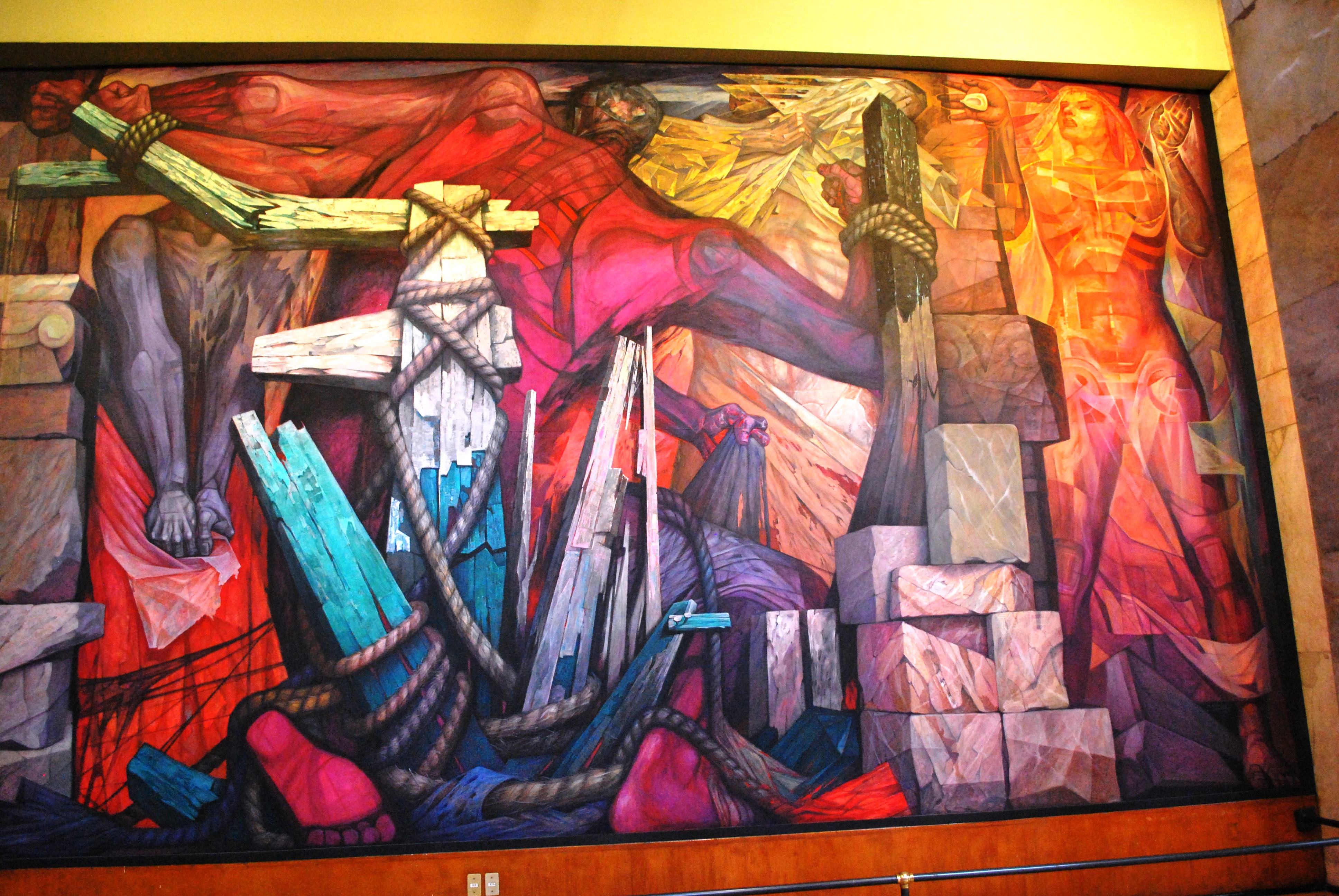
Jorge González Camarena: Liberación (Befreiung) oder La humanidad se libera de la miseria (Der Mensch ist vom Elend befreit), im Palacio de Bellas Artes in Mexiko-Stadt (1963).

Jorge González Camarena (* 24. März 1908 in Guadalajara; † 24. Mai 1980 in Mexiko-Stadt) war ein mexikanischer Maler und Bildhauer.

## Biografie
González lebte seit 1918 in Mexiko-Stadt, wo er ab 1922 an der Academia de San Carlos Kunst studierte. Er befasste sich zunächst überwiegend mit Malerei und Wandmalerei und schloss sich der „Zweiten Generation der Mexikanischen Malschule“ an.
1970 wurde er mit dem nationalen, mexikanischen Kunstpreis ausgezeichnet. González gehörte mehreren künstlerischen Organisationen an. Er war seit 1972 Mitglied der Academia de Artes, war Mitglied des Seminario de Cultura Mexicana sowie der mexikanischen Kommission zum Schutz der Wandgemälde des INBAL und war Präsident der Asociación Mexicana de Artes Plásticas (AMAPAC).